# Mārupe
Mārupe – miasto na Łotwie, leżące w historycznej krainie Liwonia, centrum administracyjne novadsu Mārupe.
Prawa miejskie Mārupe otrzymało w ramach reformy administracyjnej 1 lipca 2022. 